# Oncy-sur-École
Oncy-sur-École är en kommun i departementet Essonne i regionen Île-de-France i norra Frankrike. Kommunen ligger i kantonen Milly-la-Forêt som tillhör arrondissementet Évry. År 2022 hade Oncy-sur-École 1 037 invånare.

## Befolkningsutveckling
Antalet invånare i kommunen Oncy-sur-École
| Referens: INSEE |